# نوک‌مومی گوش‌بنفش
نوک‌مومی گوش‌بنفش یا گرناد معمولی (نام علمی: Granatina granatina) یک گونه رایج از سهرگان ریز است که در سرزمین‌های خشک‌تر جنوب آفریقا یافت می‌شود.

## زیستگاه
این گونه در بوته‌زارهای خشک نیمه‌گرمسیری/گرمسیری (دشت‌نشین) و زیستگاه‌های ساوانا در آنگولا، بوتسوانا، موزامبیک، نامیبیا، آفریقای جنوبی، زامبیا و زیمبابوه یافت می‌شود. وضعیت گونه به عنوان کمترین نگرانی ارزیابی می‌شود.

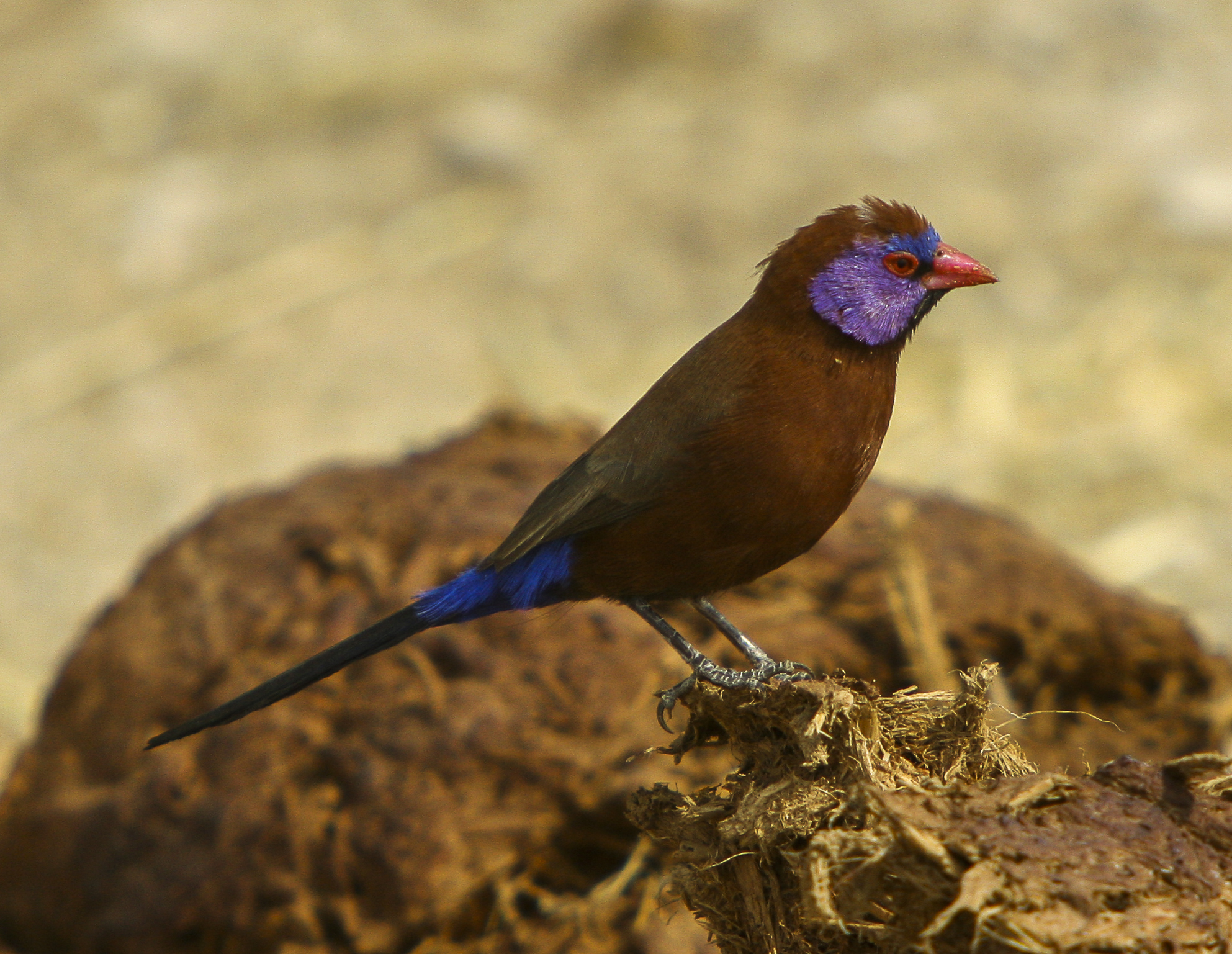
نوک‌مومی گوش‌بنفش در پارک ملی اتوشا، نامیبیا